# Capi di Stato dell'Albania

Emblema presidenziale

Il Capo dello Stato, in Albania, è il Presidente della Repubblica.

## Metodo d'elezione
Il Presidente della Repubblica, in Albania, è eletto in maniera indiretta dal Parlamento albanese con voto segreto, a maggioranza del 3/5 nei primi tre scrutini, e del 50%+1 nel quarto e quinto. 
In mancanza di elezione del capo dello stato entro il quinto scrutinio, il Parlamento è dissolto e vengono indette nuove elezioni entro due mesi.

## Presidenti dell'Albania democratica
Dopo una prima parentesi presidenzialista (1991-1997), la riforma costituzionale del 1998 ridimensionò le competenze del capo dello stato, passando gran parte delle funzioni esecutive al governo e al suo primo ministro. 
A Sali Berisha (PD, 1992-97) succedette il socialista Rexhep Meidani (1997-2002). Nel 2002 le forti pressioni internazionali spinsero democratici e socialisti ad accordarsi su un nome super partes, quello di Alfred Moisiu, ben noto come mediatore.
La contrapposizione politica ritorno forte nelle elezioni presidenziali del 2007, quando il candidato della maggioranza democratica, Bamir Topi, venne eletto a maggioranza semplice al quarto scrutinio, mentre l'opposizione socialista boicottò il voto. 
Lo stesso scenario si ripeté nel 2012 con l'elezione di Bujar Nishani (PD) al quarto scrutinio, con boicottaggio del voto da parte dell'opposizione socialista, confermando la polarizzazione dello scenario politico albanese e la mancanza di accordo anche sulle istituzioni di garanzia.

## Capi di Stato dell'Albania

### Albania Indipendente (1912-1914)
| Capo di Stato | Capo di Stato                 | Mandato          | Mandato         | Titolo                             |
| Capo di Stato | Capo di Stato                 | Dal              | Al              | Titolo                             |
| ------------- | ----------------------------- | ---------------- | --------------- | ---------------------------------- |
|               | Ismail Qemali (1844-1919)     | 28 novembre 1912 | 22 gennaio 1914 | Presidente del Governo Provvisorio |
|               | Fejzi Bej Alizoti (1874-1945) | 22 gennaio 1914  | 7 marzo 1914    | Presidente del Governo Centrale    |

### Repubblica dell'Albania Centrale (1913-1914)
| Capo di Stato | Capo di Stato                   | Mandato         | Mandato          | Titolo                                                                      |
| Capo di Stato | Capo di Stato                   | Dal             | Al               | Titolo                                                                      |
| ------------- | ------------------------------- | --------------- | ---------------- | --------------------------------------------------------------------------- |
|               | Essad Pasha Toptani (1863-1920) | 12 ottobre 1913 | 12 febbraio 1914 | Presidente del Consiglio di Opposizione degli Anziani dell'Albania Centrale |

### Principato d'Albania (1914-1925)
| Capo di Stato                                                    | Capo di Stato                    | Mandato           | Mandato          | Titolo                                    |
| Capo di Stato                                                    | Capo di Stato                    | Dal               | Al               | Titolo                                    |
| ---------------------------------------------------------------- | -------------------------------- | ----------------- | ---------------- | ----------------------------------------- |
|                                                                  | Guglielmo di Wied (1876-1945)    | 7 marzo 1914      | 3 settembre 1914 | Principe d'Albania                        |
|                                                                  | Mustafa Bej Ndroqi (?-?)         | 23 settembre 1914 | 4 ottobre 1914   | Presidente del Primo Consiglio Generale   |
|                                                                  | Essad Pasha Toptani (1863-1920)  | 5 ottobre 1914    | 24 febbraio 1916 | Presidente del Governo Provvisorio        |
| Occupazione austro-ungherese (23 gennaio 1916 - 30 ottobre 1918) |                                  |                   |                  |                                           |
|                                                                  | Turhan Pasha Përmeti (1839-1927) | 28 dicembre 1918  | 28 gennaio 1920  | Presidente del Governo Provvisorio        |
|                                                                  | Sulejman Bej Delvina (1884-1933) | 28 gennaio 1920   | 30 gennaio 1920  | Presidente del Governo Provvisorio        |
| Alto Consiglio di Reggenza (30 gennaio 1920 - 31 gennaio 1925)   |                                  |                   |                  |                                           |
|                                                                  | Fan Stilian Noli (1882-1965)     | 2 luglio 1924     | 24 dicembre 1924 | Capo di Stato in nome dell'Alto Consiglio |

### Repubblica albanese (1925-1928)
| Presidente | Presidente             | Mandato         | Mandato          |
| Presidente | Presidente             | Dal             | Al               |
| ---------- | ---------------------- | --------------- | ---------------- |
|            | Ahmet Zogu (1895-1961) | 31 gennaio 1925 | 1 settembre 1928 |

### Regno d'Albania (1928-1939)
| Re | Re                | Mandato          | Mandato       |
| Re | Re                | Dal              | Al            |
| -- | ----------------- | ---------------- | ------------- |
|    | Zog I (1895-1961) | 1 settembre 1928 | 9 aprile 1939 |

### Regno d'Albania (1939-1943)
| Re | Re | Re                                | Mandato        | Mandato          | Titolo                                                 | Partito |
| Re | Re | Re                                | Dal            | Al               | Titolo                                                 | Partito |
| -- | -- | --------------------------------- | -------------- | ---------------- | ------------------------------------------------------ | ------- |
|    |    | Xhaferr Ypi (1880-1940)           | 9 aprile 1939  | 12 aprile 1939   | Presidente del Comitato di Amministrazione Provvisorio | PFSH    |
|    |    | Shefqet Vërlaci (1877-1946)       | 12 aprile 1939 | 16 aprile 1939   | Presidente del Comitato di Amministrazione Provvisorio | PFSH    |
|    |    | Vittorio Emanuele III (1869-1947) | 16 aprile 1939 | 8 settembre 1943 | Re degli Albanesi                                      |         |

### Occupazione tedesca del Regno d'Albania (1943-1944)
| Presidente del Comitato Esecutivo Provvisorio | Presidente del Comitato Esecutivo Provvisorio | Presidente del Comitato Esecutivo Provvisorio | Mandato           | Mandato         | Partito        |
| Presidente del Comitato Esecutivo Provvisorio | Presidente del Comitato Esecutivo Provvisorio | Presidente del Comitato Esecutivo Provvisorio | Dal               | Al              | Partito        |
| --------------------------------------------- | --------------------------------------------- | --------------------------------------------- | ----------------- | --------------- | -------------- |
|                                               |                                               | Ibrahim Biçakçiu (1905-1977)                  | 14 settembre 1943 | 20 ottobre 1943 | Balli Kombëtar |
|                                               |                                               | Mehdi Frashëri (1872-1963)                    | 20 ottobre 1943   | 25 ottobre 1944 | Balli Kombëtar |

### Repubblica Popolare Socialista d'Albania (1944-1991)
| Presidente del Presidium dell'Assemblea del Popolo | Presidente del Presidium dell'Assemblea del Popolo | Presidente del Presidium dell'Assemblea del Popolo | Mandato          | Mandato          | Partito |
| Presidente del Presidium dell'Assemblea del Popolo | Presidente del Presidium dell'Assemblea del Popolo | Presidente del Presidium dell'Assemblea del Popolo | Dal              | Al               | Partito |
| -------------------------------------------------- | -------------------------------------------------- | -------------------------------------------------- | ---------------- | ---------------- | ------- |
|                                                    |                                                    | Ömer Nishani (1887-1954)                           | 26 maggio 1944   | 1 agosto 1953    | PPSH    |
|                                                    |                                                    | Haxhi Lleshi (1913-1998)                           | 1 agosto 1953    | 22 novembre 1982 | PPSH    |
|                                                    |                                                    | Ramiz Alia (1925-2011)                             | 22 novembre 1982 | 30 aprile 1991   | PPSH    |

### Repubblica d'Albania (1991–)
| Presidente | Presidente | Presidente                              | Mandato        | Mandato        | Partito |
| Presidente | Presidente | Presidente                              | Dal            | Al             | Partito |
| ---------- | ---------- | --------------------------------------- | -------------- | -------------- | ------- |
|            |            | Ramiz Alia (1925-2011)                  | 30 aprile 1991 | 3 aprile 1992  | PPSH    |
|            |            | Kastriot Islami (1952) (ad interim)     | 3 aprile 1992  | 6 aprile 1992  | PSSH    |
|            |            | Pjeter Arbnori (1935-2006) (ad interim) | 6 aprile 1992  | 9 aprile 1992  | PDSH    |
|            |            | Sali Berisha (1944)                     | 9 aprile 1992  | 24 luglio 1997 | PDSH    |
|            |            | Rexhep Meidani (1944)                   | 24 luglio 1997 | 24 luglio 2002 | PSSH    |
|            |            | Alfred Moisiu (1929)                    | 24 luglio 2002 | 24 luglio 2007 | Ind     |
|            |            | Bamir Topi (1957)                       | 24 luglio 2007 | 24 luglio 2012 | PDSH    |
|            |            | Bujar Nishani (1966-2022)               | 24 luglio 2012 | 24 luglio 2017 | PDSH    |
|            |            | Ilir Meta (1969)                        | 24 luglio 2017 | 24 luglio 2022 | LSI     |
|            |            | Bajram Begaj (1967)                     | 24 luglio 2022 | in carica      | Ind     |

## Galleria d'immagini

Stendardo del Luogotenente Generale del Re d'Italia in Albania, 1939-43
Stendardo del Capo di Stato dell'Albania, 1944-1992
Stendardo presidenziale
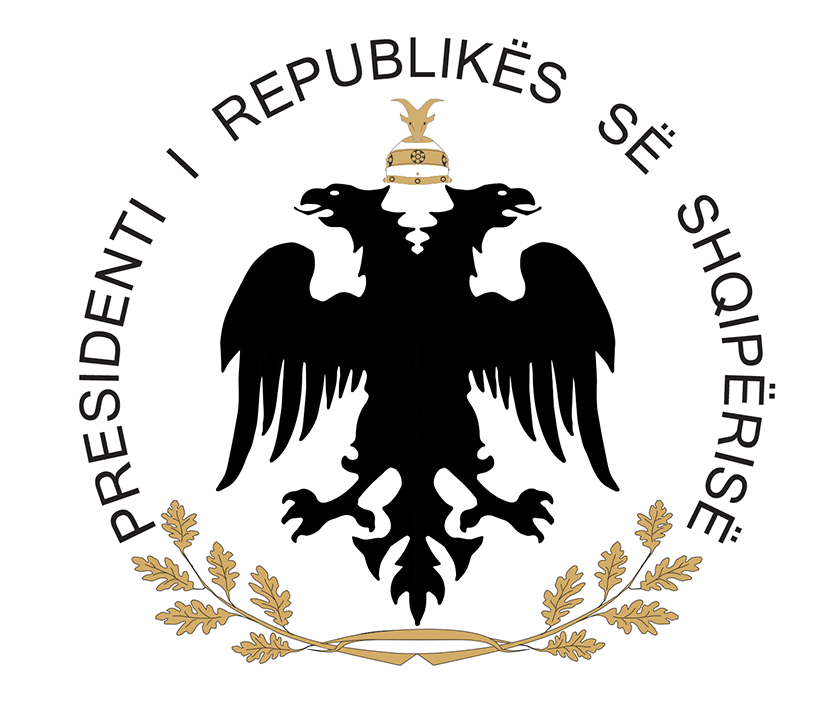
Emblema presidenziale